# Архиепископ охридски и македонски
Архиепископ охридски и македонски (мкд. Архиепископ Охридски и Македонски) поглавар је Македонске православне цркве — Охридске архиепископије (МПЦ—ОА). Поред званичне титуле, носи и звање Господин Господин, које обично слиједи послије званичне титуле и у скраћеном облику. Садашњи поглавар МПЦ—ОА у званичном обраћању се ослављава са архиепископ охридски и македонски г. г. Стефан. У незваничном обраћању изоставља се званична титула, а поглавар се ословљава као Његово блаженство, па се поглавар ословљава са Његово блаженоство г. г. Стефан.

## Архиепископи

### Неканонски
| Име        | Године                            |
| ---------- | --------------------------------- |
| Доситеј II | 4. октобар 1958 — 20. мај 1981    |
| Ангелариј  | 18. август 1981 — 15. јул 1986    |
| Гаврил II  | 4. октобар 1986 — 9. јун 1993     |
| Михаил     | 21. децембар 1993 — 6. јун 1999   |
| Стефан     | 9/10. октобар 1999 — 5. јун 2022. |

### Канонски
| Име    | Године              |
| ------ | ------------------- |
| Стефан | 5. јун 2022 — данас |